# Pablo González (Fußballspieler, 1996)
Pablo González, vollständiger Name Pablo Matías González Maciel, (* 13. September 1996 in Montevideo) ist ein uruguayischer Fußballspieler.

## Karriere

### Verein
Der 1,60 Meter große Defensivakteur González steht mindestens seit der Saison 2014/15 im Kader der Profimannschaft von Liverpool Montevideo. In jener Zweitligaspielzeit debütierte er am 23. Mai 2015 bei der 2:5-Auswärtsniederlage gegen den Villa Española in der Segunda División, als er von Trainer Alejandro Apud in der 82. Spielminute für Guillermo Firpo eingewechselt wurde. Bis zum Saisonende, an dem sein Verein in die höchste uruguayische Spielklasse aufstieg, absolvierte er lediglich dieses eine Zweitligaspiel. Einen Treffer erzielte er nicht. In der Erstligasaison 2015/16 und darüber hinaus wurde er bislang (Stand: 10. Februar 2017) nicht in der Primera División eingesetzt. Allerdings kam er in fünf Partien (zwei Tore) der Copa Libertadores Sub-20 2016 zum Einsatz. Den Wettbewerb beendete die Mannschaft nach der 0:1-Finalniederlage gegen den FC São Paulo als Zweitplatzierter.

### Nationalmannschaft
González nahm mit der von Fabián Coito trainierten uruguayischen U-17-Auswahl an der U-17-Südamerikameisterschaft 2013 in Argentinien teil. Im Verlaufe des Turniers absolvierte er drei Spiele (kein Tor).

### Erfolge
- Zweiter der Copa Libertadores Sub-20: 2016